# پارک ملی ناگرهول
پارک ملی ناگرهول (انگلیسی: Nagarhole National Park) یک پارک ملی در بخش کوداگو و بخش میسورا در ایالت کرناتکه، هند است.
در سال ۱۹۹۹، این پارک به عنوان سی و هفتمین ذخیره‌گاه ببر در هند اعلام شد. این پارک بخشی از ذخیره‌گاه زیست‌کره نیلگیری است. خوشه فرعی گهات غربی نیلگیری با مساحتی بالغ بر ۶٬۰۰۰ کیلومتر مربع (۲٬۳۰۰ مایل مربع)، از جمله تمام پارک ملی ناگرهول، تحت نظر کمیته میراث جهانی یونسکو است تا به عنوان سایت میراث جهانی انتخاب گردد.
پارک دارای پوشش جنگلی غنی، نهرهای کوچک، تپه‌ها، دره و آبشارها، و گروه‌هایی از ببر بنگال، گاومیش هندی، فیل هندی، پلنگ هندی، چیتال و گوزن سمبر است.